# Theligonum macranthum
Theligonum macranthum är en måreväxtart som beskrevs av Adrien René Franchet. Theligonum macranthum ingår i släktet Theligonum och familjen måreväxter. Inga underarter finns listade i Catalogue of Life.